# Keilor Soto
Keylor Gerardo Soto Vega (Ciudad Quesada, San Carlos, 26 de julio de 1984) es un exfutbolista costarricense que jugaba como defensa. Su último equipo fue el AD San Carlos de la Primera División de Costa Rica

## Trayectoria
Inició su carrera deportiva en la Asociación Deportiva San Carlos, donde formó parte del proceso de ligas menores y realizaría su debut oficial en Primera División en el 2003. Al año siguiente el equipo norteño desciende a la Segunda División, por lo que se vincularía al
Brujas Fútbol Club en el 2005.
Posteriormente pasaría a militar por un periodo corto con la Asociación Deportiva Carmelita en el 2008, sin embargo, regresaría al Brujas Fútbol Club a la temporada siguiente, donde se proclamaría campeón en del torneo de Invierno 2009.
En 2011 pasa a formar parte de la Universidad de Costa Rica, y en ese mismo año se vincularía al Municipal Pérez Zeledón, donde comenzó a jugar como un defensa central. En su paso por el club generaleño, fue sin duda una de sus mejores campañas, donde incluso se encontró por bastante tiempo en los primeros puestos de la tabla de goleo, todos anotados de penal.
En el 2013 ficharía con el Club Sport Herediano, donde se mantuvo por dos temporadas. En su primer año con el equipo florense, logró hacerse con la titularidad e incluso jugó la final contra Liga Deportiva Alajuelense, la cual perdieron en tanda de penales.
En julio de 2014 ficha con el Deportivo Saprissa por dos temporadas.
Trans su paso por el extranjero regresa a Costa Rica donde lidera al Municipal Pérez Zeledón en la obtención de su histórico primer título de la máxima categoría.

## Selección nacional
A nivel de selecciones nacionales debutó el 26 de mayo de 2012, en un encuentro amistoso ante la Selección de fútbol de Guatemala. Ha disputado 3 encuentros clase A, donde no registra ninguna anotación.

## Clubes
| Club                              | País       | Año               |
| --------------------------------- | ---------- | ----------------- |
| A. D. San Carlos                  | Costa Rica | 2002 - 2005       |
| Brujas Fútbol Club                | Costa Rica | 2005 - 2007       |
| Asociación Deportiva Carmelita    | Costa Rica | 2007 - 2008       |
| Brujas Fútbol Club                | Costa Rica | 2008 - 2011       |
| Universidad de Costa Rica         | Costa Rica | 2011              |
| Municipal Pérez Zeledón           | Costa Rica | 2011 - 2013       |
| Club Sport Herediano              | Costa Rica | 2013 - 2014       |
| Deportivo Saprissa                | Costa Rica | 2014 - 2015       |
| Club Social y Deportivo Municipal | Guatemala  | 2015 - 2016       |
| Municipal Pérez Zeledón           | Costa Rica | 2016 - 2020       |
| A. D. San Carlos                  | Costa Rica | 2020 - Actualidad |

## Palmarés

### Títulos nacionales
| Título                         | Club               | País       | Año  |
| ------------------------------ | ------------------ | ---------- | ---- |
| Primera División de Costa Rica | Brujas F. C.       | Costa Rica | 2009 |
| Primera División de Costa Rica | Deportivo Saprissa | Costa Rica | 2014 |
| Primera División de Costa Rica | Pérez Zeledón      | Costa Rica | 2017 |

### Distinciones individuales
| Distinción                                                                | Año  |
| ------------------------------------------------------------------------- | ---- |
| Acción Fair Play de la Temporada 2014-15 de UNAFUT                        | 2015 |
| Máximo anotador del Municipal Pérez Zeledón (11 goles)                    | 2018 |
| El tercer defensa con más goles en el mundo en la década 2011-2020        | 2022 |
| Defensa con más goles en la historia de la Primera División de Costa Rica | 2022 |